# Peter Fjelstrup
Peter Fjelstrup (24 de marzo de 1866 - 5 de junio de 1920) fue un actor y director teatral de nacionalidad danesa. 

## Biografía
Nacido en Copenhague, Dinamarca, actuó por vez primera sobre el escenario en 1884, formándose en la escuela del Teatro Real de Copenhague en 1886 y 1887. Después fue actor de revista en diferentes teatros de su ciudad natal y, entre 1905 y 1908 viajó en gira con "De ottes" por Noruega, Suecia, Finlandia y Dinamarca. Más adelante trabajó en otras giras, y llegó a ser codirector desde 1914-15 del Alexandrateatret de Copenhague. Dos de sus papeles teatrales más representativos fueron el de Alexander Nyberg en Alexander den store y el del capitán en El padre.
Debutó en 1910 en el cine mudo actuando para la compañía Fotorama en Aarhus, estando ligado entre 1916 y 1919 con Nordisk Film, compañía para la cual rodó, entre otras, la cinta de A.W. Sandberg "Klovnen" (1916).
Peter Fjelstrup falleció en 1920. Había estado casada con la actriz Vilhelmine Augusta Fjelstrup, con la cual tuvo un hijo, también actor, Søren Fjelstrup.

## Filmografía (selección)
- 1911 : Den sorte Drøm
- 1910 : Amatørtyvens hustru

## Teatro (selección)
- 1906 : Trilby, de George du Maurier, Östermalmsteatern[2]
- 1909 : Sabinskornas bortrövande, de Paul y Franz von Schönthan, Östermalmsteatern[3]
- 1909 : La tía de Carlos, de Brandon Thomas, Östermalmsteatern[4]
- 1909 : Bröderna Hansen, de Edgard Høyer, dirección de Peter Fjelstrup, Östermalmsteatern
- 1909 : Det kära barnet, de Arthur Wing Pinero, Östermalmsteatern[5]
- 1909 : Ett storstadshem, de Christopher Boeck, Teatro Oscar y gira[6]